# گرگ‌رود
رودخانه گرگ‌رود از رودخانه‌های شهرستان تنکابن در استان مازندران ایران است.
این رودخانه از کوه‌های تاشه‌سرا – لیمرا – ده زنا – ارگنا – گل پشته – شلندان – نسامه – بوتندان – تلم سرا – عسل سرا - جار تیکیش – بی سر – سرچشمه گرفته پس از عبور از روستاهای نسامه – کوهده – خشکرود – میانرود – کندسر – آلکله – مازولنگاسر – در صحرای رفیع آباد به رودخانه تیرم پیوسته به دریا می‌ریزد.